# Regiunea Marea Accra
Regiunea Marea Accra este una dintre cele 12 unități administrativ-teritoriale de gradul I ale Ghanei. Reședința sa este orașul Accra. Cuprinde 10 districte.